# 1970年代香港
1970年代香港正由發展中地區蛻變為先進經濟體。香港雖然在《展拓香港界址專條》將於二十年後期滿的陰影下，面臨香港前途問題的不明朗因素，香港經濟在這十年的發展也經歷波折。1973年香港股災，經濟環境亦受到石油危機與世界經濟衰退的影響，通貨膨脹與失業均屬嚴重的社會經濟問題:17。這些均對香港的社會經濟構成負面影響，不過香港經濟在這十年整體仍是維持高速成長，並且躋身入「四小龍」之列，居民生活質素也較過往有較大提升，香港政府在1970年代的良政善治為香港發展成為國際金融及航運中心打下基礎。由於麥理浩自1971年10月起接任香港總督，至1982年5月才離任，而其任內推出多項對香港政治及經濟影響深遠的政策。1970年代、又或者一般所稱「麥理浩年代」，是殖民地政府回應來自民間的社會壓力與自我完善的年代，同時也是香港經濟迅速發展及擴展的時期:17。

## 概要
1960年代香港經歷社會動盪，1966年九龍騷動和1967年暴動為香港近代發展與轉變之分水嶺，衝擊整個社會及殖民地管治系統，令港英政府更自覺需要面對種種社會矛盾，同時改變管治手段:16。雖然發起六七暴動的左派組織受到香港主流社會的孤立，但港英政府也自覺需要面對社會上的矛盾。同時，兩次騷動衝擊年青學生，發展出社團及運動，很快由保釣運動及其後出現之「認中」活動所吸納:16。1960年代香港工業化下使港府的財政儲備漸趨穩健，很多基建及社會保障都得以在1970年代推行，港府積極加強香港各方面的民生建設，在這十年間除了開發新市鎮，實施十年建屋計劃大量建造房屋，開通海底隧道及香港地鐵外，同時全面推行義務教育，提升香港市民的教育水平，還興建葵涌貨櫃碼頭及發展金融業，強化香港的經濟地位。此外，政府為根治香港長久以來積陋成習的貪污問題，成立了總督特派廉政專員公署打擊貪污惡習。
香港居民較前豐裕，1971年57.5%香港家庭每月入息600元以上，16.6%每月不足400元，7.7%每月超過2,000元:2。1961年至1971年間，香港道路之長度由500英哩增至618英哩，汽車登記由47,000輛增至164,378輛:2。1969年公共小型巴士獲准行駛，於1971年共有3,800輛行走，每天載客過百萬人次:3。外國到香港旅客1961年只有220,884人，在1971年則幾達百萬人:3。香港工資在十年間，增加約一倍；據估計本地消費物價在十年間上漲一半，因此實際平均工資增加約50%:7。電視機在1961年是罕有之物，在1971年每10個家庭即有7家擁有:7。

## 背景
由於在1898年制定的展拓香港界址專條的期限只剩下二十多年，意味著英國即將需要交還界限街以北的新界地區及235個大小島嶼予中國。港督麥理浩在1979年3月到訪北京，開始跟中方領袖商議香港的前途。英方曾經預想延長租借新界的可行性，從而解決一直以來的問題。但是，現實跟想像是兩回事，經過多輪商議後，英國延長租地期限的願望落空，取而代之是與中方合作制定一個將香港交還中國的時間表。1960年代至1970年代中國大陸國內政局不穩定，以致延遲到1980年代才開始和英國談判歸還香港問題:150。

## 人口
香港在戰後嬰兒潮及中國內戰大量人口湧入的帶動下，人口在戰後一直持續高速增長，香港人口由戰後初期只有約60萬，短短25年間增至1971年的400萬，但進入1970年代後，香港人口增長出現大幅放緩。以往香港每對夫婦都會生育多名孩子，但踏入1970年代，香港的經濟及教育水平都較過往有較大的提高，政府同時資助家庭計劃指導會以「兩個夠哂數」為宣傳口號，鼓勵夫婦節育及避孕，到1970年代中期，每對夫婦平均只生育兩名孩子，香港的出生率自此下滑。香港的兒童福利在這時期開始受到重視，政府立法禁止僱用未滿十五歲的兒童擔任童工，同時開展免費教育。

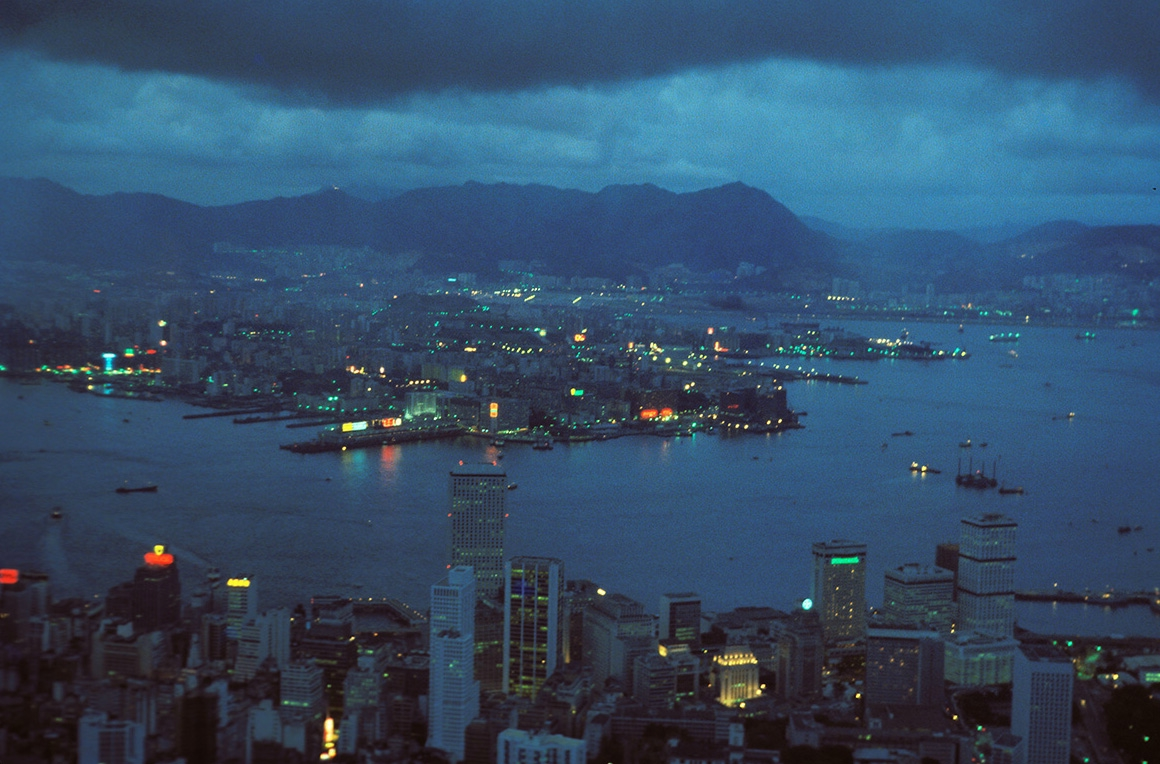
1978年的維多利亞港兩岸

## 十進制
香港在1970年代中期開始推廣十進制，統一香港的度量衡制度。一方面，政府透過電視廣告向市民宣傳。例如早期的「一米等於三呎三」的廣告，又或者像《歡樂今宵》節目裡透過讓小朋友進行十進制歌曲的歌唱比賽等，讓市民大眾對十進制的基本度量衡單位「米」、「升」及「千克」有更深入的認識。為了向大眾市民營造「十進制是先進社會所採用的度量衡單位」的氣氛，政府更使用了「千祈咪落伍」（千萬不要落伍）來作為十進制推廣活動的口號。
然而，由於當時社會仍有很多機會使用其他制式的度量衡，所以當時的小學教科書依然有教授英美制式及中國傳統的度量衡，當中以重量更為甚。中學及大專的教科書若已轉用十進制的，都會在封面標明。
事實上，直到現在，香港的街市仍有使用庫平兩作計量單位，而日常提及人的重量，亦習慣使用磅而非公斤；胸圍的尺碼依然以英寸為主而不是日本式的厘米。不過，在日常交通、燃油賣買及工程估算等各種工作裡，十進制的使用在1980年代已經成為了主流。

## 教育
儘管基本教育逐漸普及，可是於1971年仍有13萬3千多年齡介乎10至16歲之兒童及青少年沒有入學，而當中約四分之三有外出工作:18。香港落實普及教育方面在1970年代有較大進展，政府於1971年推出小一至小六的六年免費小學教育，再於1978年擴展至中學三年級的初中教育，在十年間達成九年免費及強逼的義務教育。
在落實義務教育之前，香港的小學畢業生都要參加香港小學會考，以取得公開考試的成績，以便投身社會工作。自從六年強逼小學教育推行後，小學會考被升中試取代，作為競逐中學學位的準則。到1978年推行九年強逼教育推行後，由於所有小學生都可升讀中學，升中試被「學能測驗」所取代，作為小學畢業生選派中學的參考標準，同時在中學三年級設立中三淘汰試，以篩選適合升讀高中的學生。九年義務教育推行後，政府同時立法規定父母或監護人有責任將適齡兒童送到學校就學，違者可被檢控，因此在1960年代及以前，兒童要外出打工幫保家計的情況已不復存在，在1970年代成功解決過往大量兒童失學的社會問題。
另一方面，由於社會經濟發展，香港的公司開始因應業務發展，而要聘請更多高學歷的僱員從事管理及技術職位。根據統計，在1962年到1976年間前往海外升學的學生有72%願意畢業後返回香港發展。
雖然香港在1970年代的中小學的普及教育有長足進展，但高等教育就大多停留在研究及計劃階段，也沒有投放更多資源，只是通過《專上學院條例》，讓當時的浸會學院、嶺南學院及樹仁學院，可以提供高等教育課程，但不能像香港大學及香港中文大學可頒授大學學位。相較之下，職業教育因為香港的工商業需求下，政府在1970年代增設三所工業學院。

## 災難

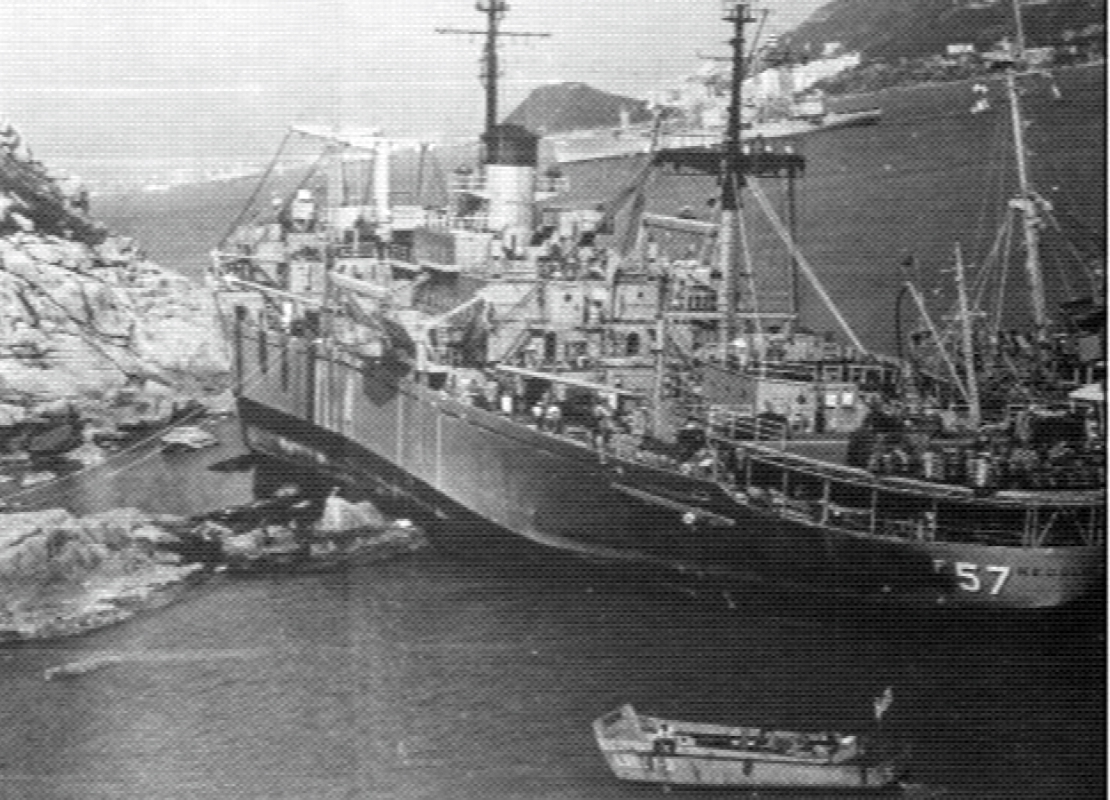
颱風露絲奪去110人的性命並導致一艘大型美軍軍艦於維港擱淺

1971年8月中，颱風露絲自南向北橫過大嶼山中部並掠過屯門龍鼓灘，為本港帶來嚴重破壞，天文台於8月16日至8月17日需發出十號風球，懸掛近6小時。露絲襲港期間，並導致110死286傷，5,664人無家可歸，此外亦有653間房屋及24幢大樓在颱風中受損，其中6間屋更無法復修。
1971年10月30日，即將完工的珍寶海鮮舫發生四級大火，引致34死42傷。
1972年5月11日，山道唐樓發生四級大火，造成12死16傷。1972年6月18日，連場大雨導致秀茂坪及港島半山區發生嚴重山泥傾瀉及泥石流事故。其中旭龢道的山泥傾瀉，塌下的山泥更把一幢樓高12層的住宅大廈推至倒塌。兩宗事故及連日暴雨共釀成156死117傷，超過5,000人無家可歸。
1976年8月25日，熱帶氣旋愛倫襲港期間，觀塘秀茂坪發生山泥傾瀉，一家米店東主的五名子女被山泥活埋致死，連同這五位遇難兒童總共有18人死亡。
1979年8月2日，荷貝以颱風強度自東向西橫過新界，當日下午一度懸掛十號風球近4小時，雖然登陸前的風速已減弱至時速150公里，惟仍造成12死260傷。

## 社會秩序
香港政府鼓勵民政區委員會（由社會賢達和有關政府部門代表組成，在港九各區成立）負更廣泛任務，促使它們激發居民對所屬地區之歸屬感，和協助確保各政府部門之工作有適當統籌，以切合社區成員之需求和意願。1974年1月7日，《華僑日報》評論文章〈戰後以來最淡弱的聖誕節市〉，寫市面經濟衰退、股市暴跌、再加上燈火管制:23。1974年4月，消費者委員會成立，《華僑日報》於4月10日發表社論〈香港需要一個平抑物價機構〉，反映當時民間之主觀願望:22-23。後來經濟好景、社會大眾之生活條件得到改善，各種在1970年代初為人詬病之社會問題，都在大環境裡變得好像只是過渡性質——事情是有可能變好:32。舊時從站在殖民地制度之邊緣位置來看香港社會和尋找思想出路，很快給一種新的、香港本位之視野取代:32。到1970年代中期，由大眾傳媒、特別是電視之普及帶動普及文化本地化逐漸成為文化主流，過去抗拒殖民地和尋找個人身份時之迷茫，在學生運動之圈子裡開始淡忘:33。社會議論團體「香港觀察社」於1975年成立；1976年至1980年間，有數十萬內地移民湧入香港，出現有關新移民（俗稱「阿燦」）之定型和討論:34。到1970年代後期，香港市民都變得十分本位取向——面對新一浪由內地來港之移民時，非常自覺要保持距離，並要求自保:33。

### 打擊貪污
社會秩序是最基本之問題；貪污是滲透社會每一個角落之問題，其中以警隊貪污最為嚴重，在街頭目睹「派片」、收黑錢、包庇外圍賭檔，是很多普通市民日常生活經驗一部分；暴力罪行和街頭犯罪是第二大問題，當年公共屋邨（特別是所謂徙置區）常有箍頸黨、道友埋伏，間中又有黑幫械鬥，治安欠佳，而街頭幫會冒起，更令市民不安；由政府帶頭推行撲滅暴力罪行、清潔香港等以社區為動員基礎之運動，說明問題之嚴重性:18-19。貪污問題長期困擾香港，到1960及1970年代的貪污猖獗時代，警員在偵查罪案前，或者消防員在救人滅火前，常常以茶錢為名來榨取金錢，都嚴重打擊香港政府在大眾市民的形象和信心。不少探長透過與黑社會及公司的貪污交易獲取巨額財富。他們的名字至今仍深印在老一輩的記憶中；而他們的故事亦成為流行電影的題材（如1991年的《跛豪》）。不少英籍警員亦牽涉在這些交易中。
1974年，港督麥理浩爵士了解到貪污問題嚴重，成立了總督特派廉政專員公署。但正如吳昊所指出，關於廉政公署，「初時市民對它沒有好感」:22。對大量警務人員的調查及拘捕行動令警方十分不滿，他們抗議廉署的行動，並曾試圖在一次抗議示威中衝擊廉署總部。廉政公署曾以「靜默革命」作為宣傳口號之一，亦以此來描述其工作:22。後來「革命」成功，是因為廉政公署靜默打擊有組織之貪污，並且改變香港之組織文化和市民對貪污行賄之態度:23。
1977年10月，發生警廉衝突，政府頒佈特赦，從此徹底改變警隊貪污問題:35。港督恐防警隊會因此發動罷工甚至暴亂，發出特赦，令限期前犯下貪污罪行之警員免被拘捕，然而較高級之探長則未在特赦之列。這批因巨富而聞名的華探長潛逃到與香港沒有引渡協議的台灣。廉署的努力及時扭轉了整個社會的習慣，也令香港成為世界上最廉潔的城市之一。

### 越南船民
1975年越戰接近尾聲，越南開始有大量人民外逃，當中有很多選擇先到較接近的香港，引發香港越南船民問題。1978年12月，載有2700名越南難民的「匯豐號」貨輪駛入香港，1979年2月又有載有2600名難民的「天運號」抵港，隨後接續有越南船民抵港。香港政府於1979年7月以人道理由宣布香港為「第一收容港」，越南船民的抵港人數越來越多，但西方國家又大多不肯接收，大部分船民只能留在香港，於是香港需要設立多個收容中心。

### 驚人罪案
1970年代香港治安仍然較為不靖，同期發生多宗驚人罪案。例如1972年10月石梨貝水塘有一對母子被劫殺，曝屍多天後才為發現。1974年5月旺角寶生銀行被持槍劫匪行劫並挾持11人，同年12月，跑馬地安美雪糕公司一名店員歐陽炳強涉嫌謀殺16歲少女卞玉英，在翌年被判死刑及後改為終身監禁（歐陽炳強於2002年獲釋）。1977年1月9日在大欖郊野公園，一群為數超過400人的行山客被持刀人士行劫，部分人更被綑綁。同年10月20日，香港殯儀館更發生香港第二宗殯儀館內發生的劫案。

## 政治
在1970年代初，香港政府開始鼓勵本港市民直接參與鄰里及地區事務。學生運動給殖民地政府帶來政治壓力與挑戰；之後出現社區居民之行動，公務員、文憑教師之工業行動；而大型運動如爭取中文成為法定語文運動、保衛釣魚臺運動，更衝突年青學生和知識份子；民間抗爭與動員，源於對殖民地不信任和抗拒；在1970年代看香港，很難想像到後來各方市民，包括左派人士，都希望挽留麥理浩繼續擔任港督:21。社會氣氛出現突轉，一是因為殖民地政府在面對來自民間壓力下，進行各種改革（關於政府部門改組之麥堅時顧問報告、成立廉政公署、推行「十年建屋計劃」、實行九年免費教育等）；特別是石油危機以後，經濟發展穩步向上，年青一代有更多個人事業發展機會之情況下，香港市民逐漸覺得這是一個有行政效率、能推動經濟發展、有能力解決貪污等社會問題之殖民地政府:30。二是因為市民通過參與社會抗爭而開始重新理解自己與殖民地政府之關係；自1970年代初陸續出現各種社會抗爭行動，多少都帶着對殖民地管治不同程度之懷疑、保留，甚至是不信任；各種民間團體所組織之行動原先多為保護或爭取權益、挑戰殖民地政府權威之抗爭行動，到後來卻產生一種非意圖之效果——在爭取權益之過程中，往往有意或無意之間動員群眾以香港公民之位置和身份向殖民政府施壓，希望爭取到政府政策之修訂或改變:30-31。在抗爭過程中，參與行動之市民和團體不但不再與殖民政府「互為不存在」，反而逐漸以肯定自己應有某些公民之權利，而重新界定市民與政府之關係；殖民地政府意識到1960年代中期兩次騷動衝擊其管治之認受性，開始主動自我改革和更新；市民未必接受所謂「諮詢式民主」之類官方論述，而對於殖民地政府之利益考慮及其管治之封閉性更是心中有數；但政策及管治手法之轉變又令市民開始相信他們之聲音和行動，並不一定都是徒勞無功:31。本來是批判殖民地管治和提出反對意見之利益團體和壓力團體，卻成為鼓動群眾向殖民地政府提出要求，肯定介入和參與社會；此來自民間之自發力量，可能遠較由殖民地政府發動之由上而下之大型運動，更能培養市民參與社會和敢於提出要求之意識:31-32。市民開始對殖民地政府有所期望，覺得自己有權提出一些要求，而殖民地政府也不再甘於被動，開始主動組織運動、開動其輿論機器，要教育市民：由不要亂拋垃圾到家庭計劃、進行節育，遵守交通規則到鄰舍互助:32。到1970年代中後期，本地政治已經擺脫舊有在香港延續國共之爭之框框，左右派之意識形態分歧已逐漸與現實社會中之矛盾與裂縫脫節，新政治訴求都建基於具體生活上之利益與衝突，而新興之利益團體和壓力團體將其轉化為集體行動:33。抗爭行動之對象是殖民地政府，而市民開始相信自己聲音和行動，是有可能爭取到其他人之同情和支持，並發動輿論攻勢向政府施加壓力:33-34。在某程度上，香港仍然未完全擺脫「借來的地方，借來的時間」之束縛，但愈來愈多香港人認為香港可以有一條相對自主之發展路徑，可以通過市民與政府之互動而推動香港社會走上自我完善之道路；後來中英雙方開始討論香港前途問題，香港人才發現想像為相對自主之發展路徑，基本上還是受制於更大之政治環境:34。當時殖民地政府在建立統治霸權時，並未有徹底令被殖民者完完全全歸順，在政治及文化控制上存在一些裂縫，給後者可以跟建制保持一定距離，沒有真正融入殖民制度裡面:46-47。那種模稜兩可之態度是在殖民霸權之裂縫中衍生出來，面對著殖民政府時，表現為陽奉陰違；在日常生活裡則表現為與建制之低度接觸:47。
在沒有一個以推翻殖民地政府為目標之政治工程之情況下，抗拒殖民地之情緒便主要表現為跟殖民地核心保持距離:51-52。親中共及親國民黨兩大陣營，雖未至於完全與殖民地制度無涉，但它們確實可以讓那些參與其中的人，保持着相當程度之自主性，投入於自選之生活世界之中:52。從1970年代中期開始，一般市民大眾所指為「本地的」，很大程度上是指有別於國共兩大陣營之「第三類選擇」:54。香港人並非擁抱殖民地制度，但開始覺得由它來支配之社會主流，可以接受，甚至認為自己及家人能夠從中找到機會；民情轉向，由國共兩大陣營各自建構之自給自足生活世界，逐漸被邊緣化:54。殖民體制漸漸成為社會主流，而民眾那種疏離感覺隨之而慢慢變化:54-55。一種自由、沒有拘束、經常出現相反意見之社會文化環境形成，無意中促成一個香港特色之民間社會；作為一種社會制度，給市民提供一個生活框架——一套不一定公平和合理之遊戲規則，但卻是有穩定之規則可依，並且在沒有需要被捲入政治鬥爭之情況下，能夠從中找到改善生活之方法；市民在社會環境裡找到支配自己命運之可能，並開始視香港為安身之地:55。大多數香港人與殖民制度保持一種距離，將精神與時間都放在私人之生活與活動空間之上，為自己尋找出路；制度沒有令人遇上很多不必要阻礙:56。
殖民統治之權力中心之操作，是可以完全脫離殖民地一般市民之日常生活經驗:145。1970年4月23日，港督戴麟趾在離任之前，也曾在《Governor to the Right Honourable Micheal Stewart, C.H., M.P., Secretary of the State for Foreign and Commonwealth Affairs》向倫敦反映：「香港市民對那相當有利的經濟氣候，以其一貫高度進取和努力的方式來回應，而他們大多能夠享受到應得的生活水平的提高。在這樣的情況下不能避免地出現期望的提高，以及（儘管還未普遍的）日趨對那些基於不同原因未能享受成果的、較貧困的人士的關注。在政府方面，它正努力在社會服務的範疇推動一系列計劃，以及在一般環境裡落實具體的改善措施。……香港在社會、政治及經濟方面，都顯然是一個需要維繫信心的社群。……堅持市民的利益不會受到任何侵犯。」:156-1571971年2月17日，戴麟趾在《J. R. A. Bottomley to Sir L. Monson》稱：「以香港的狀況而論，一個重要的元素是民眾能對香港政府有信心，認為它願意並且有能力保護殖民地居民的利益。如果那種信心受到嚴重侵蝕，則不得不更多用警力或其他力量，否則無可能維持殖民地管治。」:157港督麥理浩一方面準備面對中國，就香港前途問題談判；另一方面，殖民政府亦需要規劃提供社會服務；因此殖民政府需要加強工作，爭取市民信心，有助於累積民眾支持，為日後面對中國時，增加談判本錢:151。麥理浩是從戴麟趾手裡接過已經啟動之社會政策與服務，在整體施政中之功能略作調整，把建立市民信心之工作扣連到更宏觀之外交政治問題之上:158。1971年10月18日，麥理浩《Guidelines for Governor Designate of Hong Kong》：「一直以來香港政府相信，前瞻的規劃所帶來的保安風險遠超於它的好處。我個人的意見是現在衡量過正反考慮之後，應高度機密地進行一次徹底的對將來的審視。雖然我相信關鍵時刻不會在七十年代後期之前就開始，但規劃的過程現在就要啟動。」:150-151
1973年1月1日，麥理浩在《Governor to the Rt. Hon. Sir Alec Douglas-Home, K.T., M.P.》稱：「它〔即香港〕的四百萬居民及他們的政府依然一方面依賴出口工業的增長來解決生計和帶來收入，而另一方面則它的存在要視乎中國政府的政策。……雖然我本人所採取的觀點較其他人有更多憂慮，時常牽掛如何令市民的信心不會受到動搖，更經常在想如何可以爭取時間及提高凝聚力，以應付有可能因有意製造或不幸地出現的壓力，但我認為這不是目前在香港普遍存在的看法。一般人更關心他們自己及子女的生活狀況，及未來改善生活的前景。這令香港政府的社會政策及其他改善生活條件的措施對殖民地的未來有特別重要的意義。再者，我發覺在最近十年裡，市民對在港的生活環境已變得沒有像以往般持着宿命的態度，而是對政府有更高的要求。……如果政府的表現未如預期，則這一份自覺與要求會對政府帶來潛在的危險。但這亦給予政府一個機會，看看它是否準備好面對訴求，和令市民相信它正準備這樣做。若能滿足那正在形成的要求，則有可能在市民中形成一種市民的自豪感。那是於十年或二十年前在一群宿命的、冷感的及掙扎求存的難民之中無法做得到的。……跟其他政府相似，本政府必須得到市民的贊同而施政，而同時它是沒有得到一個選舉制度的協助而進行管治的。假如我們要維持市民這種認同與支持，則不單要滿足他們的合理要求，還要令他們覺得訴求之所以得到滿足，及政府也真心的以此為目標。這種需要並非只因為我們希望行政措施能有實際的成果，而是我們也需要爭取市民的一種有力的信任。……這只可能是通過集體的力量而達至的，而這對傳統上只會跟從政府指示……盡量避免受到公眾事務所滋擾的市民而言，是一個新鮮的概念。我想從現在開始，政府政策必須令精英及大眾都感覺得到，正如他們在1967年所感受到的，香港是他們身心所歸屬的實體，也是一處他們希望在那裡生活的地方。」:158-1611973年1月4日，麥理浩在《Murray MacLehose to A.C. Stuart》稱：「但我覺得目前它〔指港英政府〕所能作出的最大貢獻，便是將內務管理得妥妥當當；這就是說，盡量發展得繁榮、團結、〔民眾〕滿足，以至不會成為批評的話柄。」:152
政府與民眾之關係及自然演進而來之各種機構及組織，以確保縱使政府並非民選亦應對輿論有所反應，而香港市民雖未具選舉權，亦應參與公共事務:1。政府與民眾經已建立一種獨特之諮詢制度，以克服因政治及地理環境關係所引起之顯而易見之難題，此種環境不宜成立一個全面民選之行政機構；雖然諮詢制度之優點或未能即時目睹，但已證明就適應民眾之需求及願望方面而言，比其他地區採取傳統式及理論上更為民主方法者，其反應更為敏銳:1。政府機構由各顧問局及諮詢委員會輔導，約有120個，以代表政府以外之意見；其範圍甚廣，每一委員會專責處理施政之某一方面並代表所牽涉之民眾利益；大部份主要政策之決定，皆由此等團體提出建議，或先徵詢其意見然後決定:1。諮詢制度成為多功能之徵集民意之組織，同時使政府能預知近來民意對香港行政措施之趨勢，有時更可對此予以鼓勵:1。市民有此社會意識出現，成為消除對政府冷漠之一種力量:1。
由於抱着寄居心態處身於移民社會觀念，市民對政務不感興趣；泰半中國居民對政治組織嫌惡，處身人口多而競爭性社會中，彼等集中全力於基本目標，即生計問題:2。然而香港地方過於狹小，人口又過於稠密，市民不可能永遠採超然態度，亦極難對政府措施不聞不問:2。香港電台之中文台自推出「電話説心聲」節目使政府與民眾可直接交換意見後，市民對香港事務之興趣業已大增:3。報章之讀者來函實是洞察輿論之一個有效途逕；每月約有360封評論政府施政工作之函件，刊登在報章上；甚多政府部門均設有專人處理此等評論或投訴信件，但為免滄海遺珠，政府新聞處公共關係科亦設專人負責每日審閱各報之讀者欄，分析所有批評政府部門之信件，知會有關部門參閱，如須要回答時，轉交有關政府官員注意:3-4。政府於1973年在布政司署內成立民政及新聞科，負責政府之一切公共關係事宜，統籌民政署、政府新聞處、香港電台及政府印務局之新聞宣傳工作:4。若干重要之政府政策問題首先印成綠皮書，使更多公眾人士能提供意見，俾公眾詳加討論，然後由政府作出決定:4。
1974年5月27日，麥理浩在《Hong Kong Objectives》稱：「大致上本殖民地之未來，將取決於一代接一代的中國領導人，視乎不同因素的比重和他們如何計算利益上的取捨。因此我們應該小心留意這平衡〔即中方從目前的現狀中取得的好處大於政治上的損失〕狀態。」:1531975年1月12日，麥理浩在《Meeting on Possible Constitutional Changes: Government House Hong Kong》稱：「香港並無空間容納一個擁有廣泛權力的次一層政府。香港地方太小，不宜分散。市政局選民資格可以擴闊，而非其功能。如果擴闊它的選民基礎而導致有要求擴充其權力，這是要反對的。鄉委會及互委會代表着一百萬市民，它們其實較只有約十萬選民的市政局，更能真確表達民意。」:1801976年2月13日，麥理浩在《Despatch on the Future of Hong Kong》稱：「香港政府在這個問題（香港前途問題）上的角色是相當清楚的。一方面，它絕不可做出影響中國的經濟及削弱其國家安全的事情。我們必須跟中國駐港的官員發展出實在的工作關係，及接受中國利用香港及在此進行活動的事實——殖民政府這樣做的同時，必須維持它作為該地方的主人。另一方面，它一定要繼續提出措施以改善生活水平及提高滿意度，同時亦令殖民地的經濟繼續發展。」:1751976年3月6日，麥理浩在《Hong Kong－Domestic Policies up to '80s》稱：「這個制度能吸引一批能幹的、開放的、把握資訊的和對公眾意見有敏感度的男女，他們準備好付出不少時間去處理公共事務。他們之所以被委任，是因為被視為個人真誠投入、準備為市民（不是某一階級或群體，而是整體的公共利益）發言的『代表』。在考慮改變時，必須小心，以免將一種受本地人接受、行之有效的安排，由一種無法做到這些效果的所替代。」:176

### 發展
「後暴動」時期殖民地政府嘗試重建政府與社會關係；針對社會矛盾，殖民地政府開始制定保障工人之法例，同時又推行民政主任計劃，希望加強與地方市民之聯繫；為加強市民對香港之歸屬感，推出「香港節」，有花車巡遊等節目，最被兩年尚能吸引市民欣賞，後來民間反應變淡，無疾而終；面對抗議行動、社會運動，殖民地政府並沒有開放參與決策之門路，依然封閉、官僚，而對待異見，會有選擇打壓:21。香港政府展開清潔香港和撲滅罪行運動，以應付該等迫切的社會問題；又成立互助委員會和業主立案法團，致力改善多層大廈之管理和治安。

### 保釣學運
1970年美國政府將琉球群島及釣魚列島的主權交予日本，此舉激起世界各地華人社區的保釣運動。其中香港專上學生聯會於1971年7月7日，在銅鑼灣的維多利亞公園發起抗議行動。警方恐防六七暴動重演，以武力制止示威並拘捕學生。傳媒批評此舉違背民主，而事發後有關的英籍警員則被送返英國而毋須受處分。事件過後，保衛釣魚列島主權的示威活動持續數月之久。
在1974至1975年間，香港專上學生聯會周年大會宣言中關於學運總方向之理解（即「放眼世界、認識祖國、改革社會、爭取同學權益」），由「改革社會」改為「關心社會」；民族主義與「反資反殖」社會改革兩種路線之爭，要到後來中國政局有變，「四人幫」倒台，鄧小平後出及推行經濟改革，才以前者逐漸淡化，後者結合本土社動及壓力團體政治之發展:24-25。

## 經濟
1961年，勞動人口總計1,191,099人，其中專業、技術有關工作60,907人，行政及經理級工作36,629人，文員有關工作69,644人，銷售162,984人，服務業工作179,739人，農民及漁民87,581人:19。承接1960年代的發展，香港在1970年代的經濟仍是處於高速增長期，居民收入普遍較高的增長，消費能力較過往年代增強，零售業、餐飲業及地產業都在居民有較強消費意欲下迅速發展。香港股市之暴漲暴跌，石油危機引發之世界經濟衰退，使得1972－1975年之香港商情嚴重衰退，成為戰後繼禁運引起之商業蕭條之後，又一次商業蕭條之時期:250-252。1971年，勞動人口總計1,546,924人，其中專業、技術有關工作79,978人，行政及經理級工作37,588人，文員有關工作128,624人，銷售163,617人，服務業工作229,516人，農民及漁民59,442人:19。市場不景氣使市民就業情況自1973年起開始逆轉，影響整個消費，也嚴重打擊中小工商業；1975年上半年，香港失業情況最為嚴重，估計全失業20萬人（工業佔12萬人，商業8萬人），半失業也有此數:250-252。1976年，勞動人口總計1,867,480人，其中專業、技術有關工作101,930人，行政及經理級工作39,930人，文員有關工作179,880人，銷售214,420人，服務業工作276,250人，農民及漁民49,940人:19。不過香港在1970年代並非一帆風順，1973年的股市泡沫爆破及第一次石油危機，曾令香港的經濟增長率由1973年的12.5%，大幅下挫到1975年的2.8%，經濟及後慢慢恢復，由於內部消費增強，雖然在1979年再發生第二次石油危機，但未有阻礙香港的經濟增長。1970年代之香港經濟正處於上升之軌道，「石油危機」和股災引發之波動很快成為過去；1978年中國內地開始經濟開放改革，又使香港提高經濟增長:32。1981年，勞動人口總計2,404,067人，其中專業、技術有關工作143,700人，行政及經理級工作64,106人，文員有關工作293,905人，銷售247,924人，服務業工作374,093人，農民及漁民50,676人:19。
1972年，香港遊客逾一百萬人次，以日本遊客為主，其次為美國；旅遊業總收入約為2千億元，約為國民收入6-7%:3。社會生活水準提高，社會日趨複雜:3。人民對政府期望更大，是時候發展房屋、教育和社會福利:3-4。十年建屋計劃，新房屋建設目標為150萬人興建房屋:4。教育方面，主要促進中等及技術教育，及為高等教育添置器材:4。
1975年，儘管世界經濟不穩定，政府仍然決心推行計劃改善今後10年香港一般生活水準，需費數十億港元計，包括為香港1/3人口提供新住屋、擴展中等教育及興建新醫院和診療所:1。

### 製造業
香港製造業在1970年代仍佔香港經濟很大比重，但發展開始放緩，取而代之是服務業逐漸興起。當時大部分工廠位於九龍區，觀塘、新蒲崗、深水埗等工廠大廈林立，雖然新市鎮和工業邨等已開始初步發展，但其效用在1980年代方見顯著。在1970年代後期，香港的土地價格開始上漲，房屋地產成為了新興的商業活動。原本預留作興建工廠的土地都被改為興建住屋及大型商場之用。此外，隨著中國大陸在1978年實行經濟改革並開放對全球的貿易，在香港的工廠亦因為中國大陸更低廉的工資而逐漸北移。
與此同時，新加坡、南韓及台灣亦經歷了與香港相類似的發展，同樣以較西方國家低的生產成本，大量向歐美國家出口工業製品，令西方國家感到基層工人的工作機會受到威脅，於是對香港在內的新興工業化地區生產的工業製品實施配額限制，以貿易保護主義保障該國工人的就業機會，這些貿易保護措施對香港產品的出口造成一定程度的打擊。

### 房地產
住屋問題尚未解決，就算是已經「上樓」（即入住公共屋邨），他們居住環境仍然擠迫，設施簡陋:18。由於香港的房屋長期供不應求，大量市民只能住在木屋區或租住板間房，令香港社會容易累積民怨，更助長1960年代的六六暴動及六七暴動的發生。1970年1月，香港樓宇租金暴漲，港府通過臨時法案凍結租金。香港政府為舒解房屋長期不足產生的民怨，於1972年宣佈實施十年建屋計劃，以改善公眾居住質素，紓緩擠迫的居住環境。這個計劃的目標是在10年之內，為180萬人提供具一定質素的居所。香港房屋委員會由此成立，以主導計劃的進行。政府又在1976年引入了居者有其屋計劃，透過建造住所並以低於市價的價錢出售，幫助市民自置居所。1978年「居者有其屋」計劃首期俊民苑正式動工:35。私人大型屋邨美孚新邨，1966年開始興建，1975年各期全部完成；太古城則於1975年動工:34。

### 新興的商業

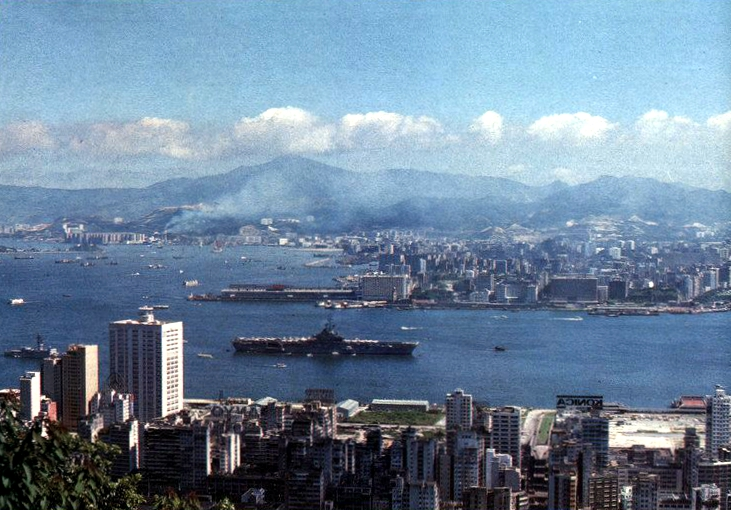
1975年香港灣仔與尖沙咀，可見美軍漢考克號航空母艦

1960年代出現購物商場，並非本土都市社區經濟轉型之結果，反而是由觀光旅遊及相關服務行業所推動之轉變，很大程度上是「旅遊業所支配的都市發展」；後來到1970年代，購物商場文化在香港落地生根，則因為本地人口消費力隨着經濟發展而提升，而香港人亦開始習慣到購物商場去消費:99。
由於1970年代的香港市民普遍較過往的年代富裕，在市民的消費能力增強下，香港的零售業及餐飲業在這十年間有較快的發展。香港首間超級市場——惠康，於1970年的中環開設首間分店，當時的香港人對這個由西方帶來的事物感到新奇，並將之稱為「鬼佬市場」，但他們都漸漸地接受了。在大約1975年，大家可以在香港找到多於200間大大小小的超級市場。新興的超級市場淘汰了大多數傳統米舖、辦館以及士多。惠康及百佳超級市場兩大連鎖市場，透過報章頭版及全頁廣告的幫助，迅速大受歡迎。除超級市場外，有越來越多新式商店和百貨公司在銅鑼灣、尖沙咀、油麻地及旺角一帶開店。
美式炸雞店肯德基於1973年在灣仔開設香港首家分店，香港第一間麥當勞餐廳於1975年在銅鑼灣百德新街開幕。
1975年，香港首間宜家家居分店在尖沙咀開業。

### 基礎建設

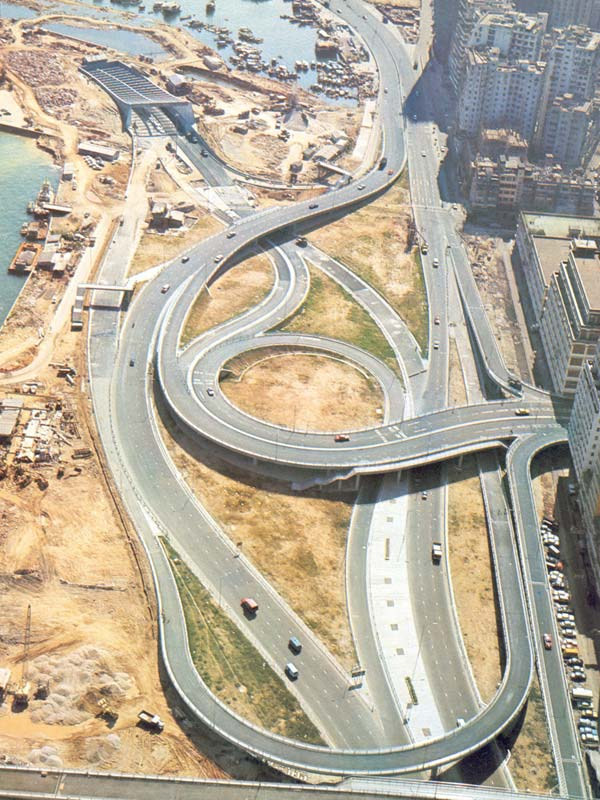
1972年初，尚在建築中的紅磡海底隧道港島出口一帶

香港首條穿越維多利亞港的紅磡海底隧道於1972年8月通車，此後市民無需依賴乘坐渡海小輪便可往返香港島及九龍。而過往用作渡海的小電船自此亦逐漸式微。
隨著沙田及大埔新市鎮的發展，為配合加密班次的需要，來往紅磡和羅湖的九廣鐵路英段於1978年開始電氣化工程。
於1975年11月動工興建的香港地鐵於1979年10月1日正式通車，首條路線來往於九龍的石硤尾及觀塘，同年12月，地鐵服務延伸至尖沙咀。地鐵路線於1980年初跨越維多利亞港，到達香港島的中環站。
為配合新界西北部發展，屯門公路於1974年動工，來往荃灣和屯門的第一期工程於1978年5月完工啟用，取代彎多狹窄的青山公路成為新界南來往新界西北的要道。

### 金融
踏入1970年代市民逐漸富裕，開始找尋投資增值的機會。1964年銀行業條例的通過開始收緊對銀行的管制。要合法開辦銀行必須持有不少於港幣500萬元的資本以及不低於25%的流動資產比率，條例亦限制了銀行的借貸及投資活動。人們開始更信任銀行，儲蓄存款的累積也增加了人們的投資意欲。
香港於1970年出現股市熱，在股市節節上升帶動下，幾乎天天都有新發行的股票，經紀行如雨後春筍地開設，有人甚至患上了「股市病」，辭去自己的工作成為全職投資者，據說當時投資者的數目多達50萬，但香港當時缺乏對公司上市的規管，大量沒有實質業務的空殼公司都可上市向公眾投資者發行股票，但當時公眾普遍對股票投資缺乏認識，大量空殼公司的股票都有大量股民爭相搶購。1972年，香港股票市場開始處於亢奮狀態，投機活動令大量上市公司的股票都炒上至大幅偏離實際價值，有市民表面身家暴漲，於是市面出現魚翅撈飯、龍蝦做早餐及用鈔票點煙等瘋狂現象，股市到1973年初仍保持上升，由於股票價值繼續暴漲，令更多市民加入炒股行列，但1973年年中股價開始上升乏力，下半年股市終於大跌爆發股災，不少人因此而破產，甚至有傳言專門接收精神病住院病人的青山醫院亦因為股災而告爆滿。香港的經濟要經過數年的時間才得以慢慢恢復。
1976年，「接受存款公司條例」獲得通過，以強制非持牌銀行向政府登記。條例亦規定該等公司必須持有最少港幣250萬元的資本。這條條例是參照了美國存款信託及清算公司的概念而設立的。

### 資源
由於中國大陸受到文革風潮影響，香港的食水供應一度中斷，政府遂於1975年在屯門青山建成樂安排海水化淡廠，以備必要時可維持香港的供水。由1969年起興建的萬宜水庫於1978年完工，超越船灣淡水湖成為香港最大的儲水基建。
香港的石油依賴進口，1973年發生的石油危機，除嚴重打擊香港經濟外，由於石油短缺，全港需要節約能源，12月11日起實施燈火管制，廣告用的霓虹燈及非必要照明只准於晚上六時至十時半亮起，同年12月31日，更罕有地在處於冬季的12月實施香港夏令時間，全香港的鐘錶向前撥快一小時，希望可利用冬至過後日照時間逐漸增長節省照明能源。

## 娛樂

### 本地電視節目
1973年，由顾嘉煇兼任作曲及郑少秋主唱的《烟雨濛濛》，成為了香港无线电视首次以粵語演唱主题曲。同年無綫電視舉行第一屆香港小姐選美比賽。
1974年，「無綫電視」之「翡翠劇場」播《啼笑姻緣》，改編自張恨水之作品，並非新劇種，可以理解為舊劇種及舊模式（比較貼近話劇）之高潮，代表本地製作（還有《歡樂今宵》）逐漸能替代外國配音電視片集，成為觀眾主要之選擇:26-27。而《啼笑因缘》之主題曲亦如黃霑在〈流行曲與香港文化〉中稱：「新中有舊。……這首詞，依舊沿用『文白夾雜』的一貫寫法，口語之中，仍有文言的語言習慣，還沒有拋開粵劇的味道。……連演繹者仙杜拉的唱法，也還是有粵曲運腔咬牙的影子。」:27但無論如何，這首歌開風氣之先，帶动当代電視劇主題曲、香港粵語流行曲之新發展:27。電視新聞現場報道寶生銀行劫匪挾持人質一案，當時電視台以連續17小時現場直接轉播，報道案件之發展，全港觀眾能即時知道現場之情況；5月26日，《華僑日報》刊出5月24至5月25日11人質「生死關頭情勢危急團結力量發揮神勇全港市民齊喝采」:27。
1976年，由全新概念之《狂潮》以及以武俠小說為藍本之《書劍恩仇錄》、《陸小鳳》接力:27。
1975年9月7日，佳藝電視啟播，本地電視媒體發展至新高峰:34。成為了繼麗的電視及無綫電視之後香港的第三家電視台，為香港的電視廣播事業帶來競爭。由於未能在市場中站穩陣腳，佳視在三年後的1978年8月22日因為週轉不靈而倒閉。
1978年本地電視台之間出現挖角潮:35。
電視作為家庭娛樂及資訊媒介，於1960年代末迅速普及，由1968年只有27%之住戶裝有電視機，到1970年已躍升為60%；1974年裝有電視機之住戶再升至86.2%，到1976年更達90%，電視成為最具影響力之傳播媒體:20。1970年代是香港的廣播事業踏入每日新聞廣播的第一個十年，由於香港市民消費能力較過往年代增強，本來屬於奢侈品的彩色電視已為一般市民所能負擔，電視逐漸成為家家戶戶的必需品。在這第一個十年，新聞節目一直都佔據十大收視的排名榜內。至於收視榜內的另一個比重較大的節目時段是長篇電視劇。在當時，一般的電視劇都有約80至120集，在當時的黃金時間，即晚上七時播映，每晚都能吸引約66%的電視觀眾定時收看，總計約200-300萬人。每當這些長篇電視劇播放大結局時，不論是街上或酒樓都不會有人逗留，為求趕返家中收看電視劇的大結局。這亦間接促使香港的食肆後來在1980年代開始安裝電視，以挽回晚間的食客，而當時的電視劇主題曲亦幫助粵語流行曲的重生。

### 外地電視節目
香港處於地理及文化的十字路口．香港樂壇吸引了很多西方歌手如貓王和披頭四出現．日本來的玩具透過不同的船運來到香港。然而，第一批在成功打入市場的日本玩具產品要數超級機器人系列玩具。鐵甲萬能俠及三一萬能俠是當時其中一些容易買到的機器人玩具。
1975年，日本的幪面超人特攝片於香港首播。小童都為此著迷。他們模仿一些角色在天上飛的姿態，但因而受傷。1975年7月26日，兩名分別三歲半及四歲半的小童自九龍城七層大廈上飛躍而下。事件中弟弟當場死亡，而兄長則奇蹟生還，同年上半年，長沙灣一幢公屋發生同類事件。該套特攝片系列曾因此事一度被香港政府下令麗的電視（亞洲電視前身）停播。

### 電影
武俠電影先由1971年上畫，一代武打巨星李小龍所主演的《唐山大兄》及《精武門》帶起，於過後的數年更大受歡迎。1970年代，除了外語電影和華語電影外，港產電影也開始興起。1974年10月，《鬼馬雙星》開畫，當年港產片票房榜上排第一，收620多萬元:25。當中以1976年上畫，由許冠文執導的《半斤八兩》，更是香港電影票房之冠。70年代香港不少電影從業員由海外留學返歸，這些電影從業員包括徐克、余允抗及方育平，他們拍攝一些以社會題材為主的電影，是為香港新浪潮電影，為香港電影史寫下重要的一頁。1978年，嚴浩拍電影《茄喱啡》，電影刊物《大特寫》以「香港電影新浪潮」名之:35。

### 雜誌
《號外》雜誌於1976年創刊:34。

### 賽馬及博彩
1976年年底香港賽馬會推出「六合彩」後不久，字花賭博差不多全面於市面消失:34-35。由於賽馬活動越來越受歡迎，鑑於跑馬地馬場缺乏擴建空間，香港賽馬會遂於沙田火炭興建新賽馬場，沙田馬場於1978年落成，符合舉辦國際賽事的標準，而九鐵馬場站於同年配合沙田馬場啟用。

### 主題公園
隨著香港市民收入增加，對於新奇刺激的娛樂產生興趣，加上旅遊業需要新景點，政府決定在黃竹坑興建主題公園。香港政府撥地及香港賽馬會資助興建的香港海洋公園於1977年1月開幕，除引入過山車等機動遊戲外，也設有海豚及海獅表演的劇場，園內的香港海洋公園纜車也於開幕當日啟用。

## 其他
本地足球運動開始形成一種本土認同；1970年代是香港足球運動之興盛期:27。
「九龍皇帝」曾灶財，於1970年代開始從事書法塗鴉的活動。

## 外部連結
维基共享资源上的相關多媒體資源：1970年代香港